# Cratere Marianne
Marianne  è un cratere sulla superficie di Venere.